# Maudheimia
Maudheimia – rodzaj roztoczy z kohorty mechowców i monotypowej rodziny Maudheimiidae.
Rodzaj ten został opisany w 1958 roku przez Pera Daleniusa. Do osobnej rodziny Maudheimiidae przeniesiony został w 1984 przez Jánosa i Petera Baloghów. W 2004 roku Luis Subías na podstawie liczby szczecin wydzielił w tej rodzinie jeszcze jeden rodzaj: Multimaudheimia, który został zsynonimizowany w 2012 roku przez Louise Coetzee i Gerda Weigmanna.
Mechowce te mają 10 lub 15 par szczecin notogastralnych.
Rodzaj antarktyczny.